# Finlands konfessionella lutherska kyrka
Finlands konfessionella lutherska kyrka (officiellt Suomen tunnustuksellinen luterilainen kirkko, STLK) är en fri luthersk kyrka vars första församlingar bildades år 1923. Dessa församlingar slöt sig samman till ett kyrkosamfund 1929.

## Historia
På 1800-talet uppstod inom Finlands evangelisk-lutherska kyrka den s.k. evangeliska väckelsen, vars förgrundsgestalt var Fredrik Gabriel Hedberg (1811-1893). Denna väckelse betonade luthersk, bibeltrogen lära och den lutherska bekännelsen. Den organiserades som förening år 1873 under namnet Lutherska evangeliföreningen och delades på språklig grund år 1923, då Svenska lutherska evangeliföreningen (SLEF) bildades för de svenskspråkiga medlemmarna. 
På 1920-talet fick man i Finland allmänt närmare kännedom om bekännelsetrogna (konfessionella) lutherska kyrkor och församlingar i utlandet. Vid tiden för grundandet av Lutherska evangeliföreningen tillät lagen inte fria lutherska församlingar men nu var tiden mogen för detta bland dem som ansåg att statskyrkan fjärmat sig från luthersk lära och bekännelse. 
Man samlades först till ett diskussionsmöte och vid följande möte beslöt man grunda nya församlingar. Detta ledde till en brytning med statskyrkan.
Från år 1923 samlades bekännelsetrogna lutheraner i självständiga församlingar, de flesta av dessa hade sina rötter i den evangeliska rörelsen. År 1926 fanns det församlingar på 18 orter, av dessa bildade en del, med över hälften av medlemmarna, ett nytt samfund vid namn Fria evangelisk-lutherska församlingsförbundet i Finland.
De kvarvarande församlingarna kunde efter fem års diskussioner konstatera att gemensam tro och bekännelse förelåg och sammanslöt sig i Lahtis den 28 maj 1928 till ett kyrkosamfund, Finlands fria evangelisk-lutherska kyrka (officiellt namn Suomen Vapaa Evankelis-Luterilainen Kirkko), numera Finlands konfessionella lutherska kyrka (officiellt Suomen tunnustuksellinen luterilainen kirkko, STLK). Den registrerades genom statsrådets beslut år 1929, den nya religionslagen av den 6 oktober 1922 hade gjort detta möjligt. Samfundet fick nya stadgar och sitt nuvarande namn 1967.
Några församlingar har senare sammanslagits av praktiska skäl. Det finns för närvarande tre, i Helsingfors, Lahtis och Tammerfors, var och en av dem omfattar flera orter i Finland.
Finlands konfessionella lutherska kyrka har några hundra medlemmar, den överväldigande majoriteten är finskspråkiga. En svensk översättning av STLK:s troslära, "Martin Luthers katekes med dess förklaring och Den kristna läran" utkom år 2008.